# Lennart Rosensohn
Lennart Mauritz Leo Rosensohn, född 25 juli 1918 i Malmö, död 3 januari 1994 i Allerum, Helsingborgs kommun, var en svensk målare och grafiker.
Han var son till köpmannen Viktor Rosensohn och Anna Jacobsohn och från 1955 gift med skådespelaren Asta Nyström (1921–1997). Rosensohn studerade vid Tekniska skolan i Malmö 1938 och vid Skånska målarskolan 1939–1940, Anders Beckmans reklamskola 1941–1942 samt vid Otte Skölds målarskola 1946–1947 och under studieresor till bland annat Marocko, Spanien och Paris. Han medverkade i samlingsutställningar arrangerade av Helsingborgs konstförening, Skånes konstförening, Ängelholms konstförening och Sveriges allmänna konstförening. Han medverkade i grupputställningarna Tavlor och tonvikt på teater på Helsingborgs stadsteater, Galerie Æsthetica, Aktuell Skånekonst i Umeå, God konst i alla hem på Galleri Brinken i Stockholm samt  med Öresundsgruppen och som medlem i  konstnärsgruppen Differenterna i gruppens utställningar. Han tillhörde under en period på 1950-talet även konstnärsgruppen Thalassa. Han tilldelades Helsingborgs konstförenings stipendium 1956 och ett stipendium från Skånes konstförening. Bland hans offentliga arbeten märks en väggdekoration i Mosaiska församlingen, Malmö. Hans konst består av figurkompositioner och landskap i kraftiga färger. Rosensohn finns representerad vid Moderna museet i Stockholm, Helsingborgs museum, Kalmar konstmuseum, Landskrona museum och Malmö museum. Makarna Rosensohn är begravda på Östra kyrkogården i Malmö.